# فرهنگستان دولتی تئاتر سوندوکیان

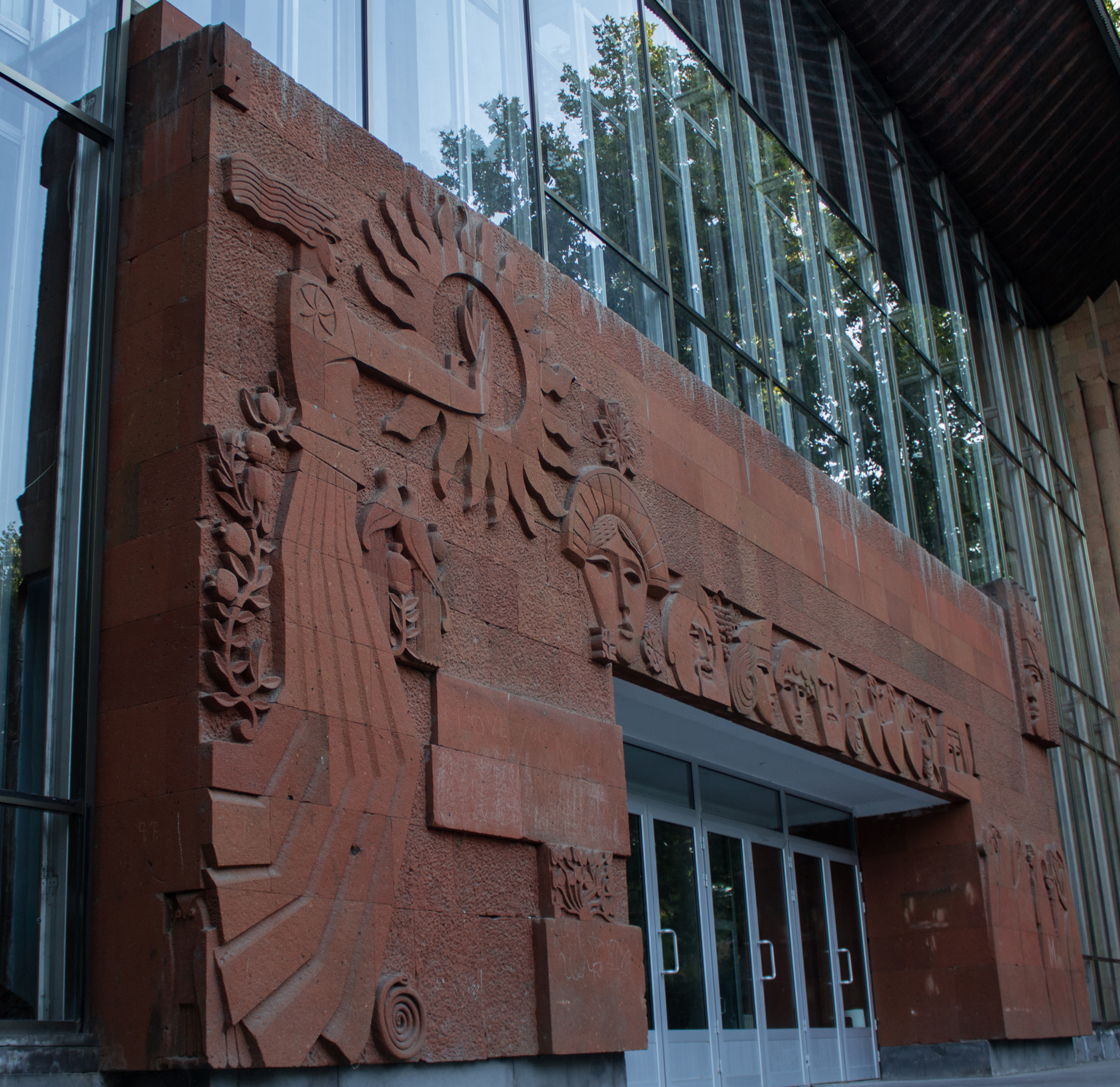

فرهنگستان دولتی تئاتر سوندوکیان (ارمنی: Գաբրիել Սունդուկյանի անվան ազգային ակադեմիական թատրոն؛ انگلیسی: Gabriel Sundukyan State Academic Theatre) در ۲۵ فوریه ۱۹۲۲ در ایروان بنیانگذاری شده‌است و قدیمی‌ترین تئاتر مدرن ارمنستان است.

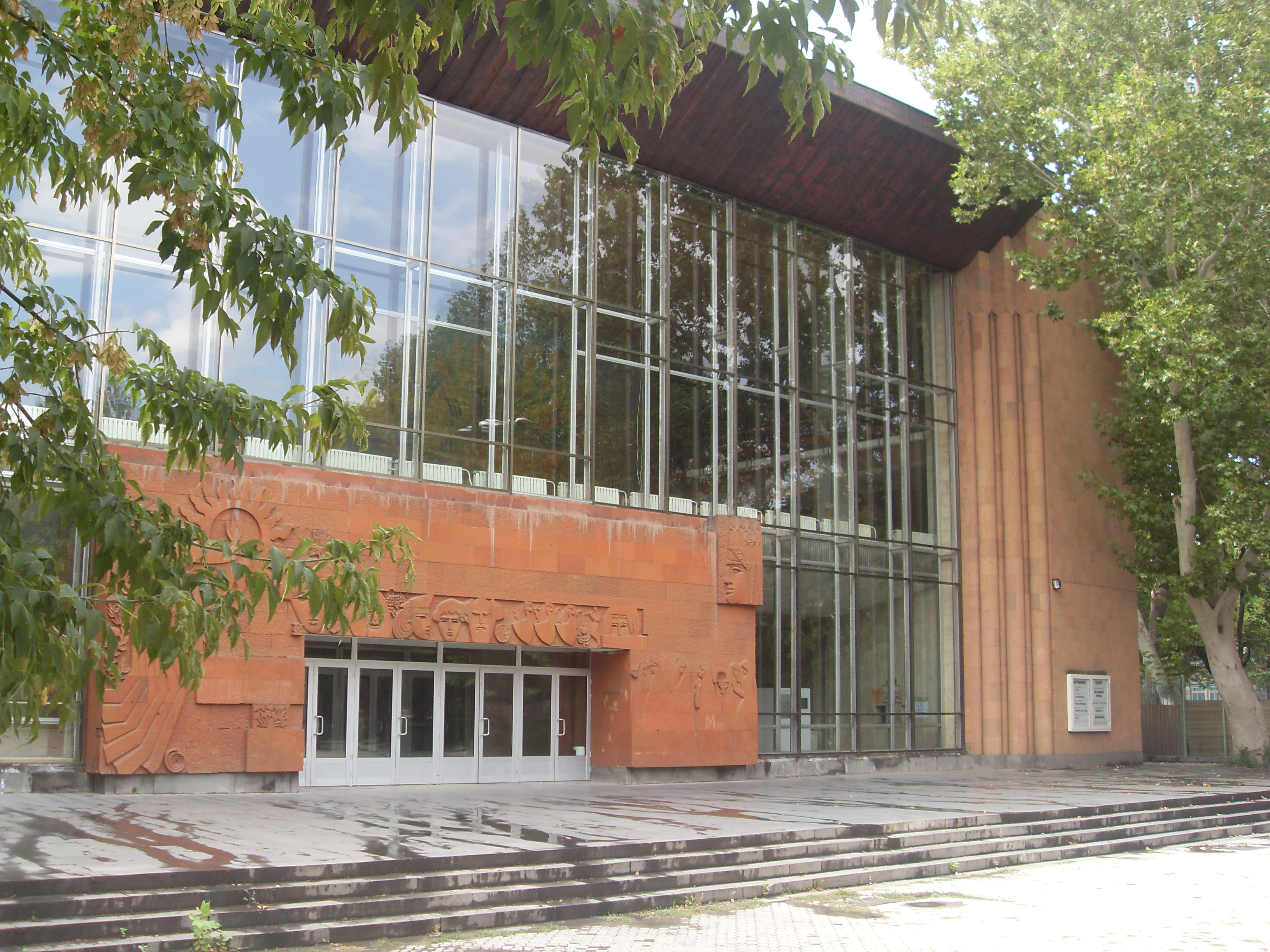

هنرپیشگان و کارگردانان سرشناسی همچون وارطان آجمیان، والنتین پودپوموگوف، واهرام پاپازیان، هراچیا قاپلانیان، هراچیا نرسیسیان، هاسمیک، آوت آوتیسیان، آروس وسکانیان، و ادگار الباکیان ستاره‌های گروه‌های این تئاتر بوده‌اند. آنها نمایشنامه‌های خارجی و ملی همچون وصیت‌نامه گابریل سوندوکیان، روزان موراتسان، خدایان باستان لوون شانت، کالیگولا آلبر کامو، Resistible Rise of Arturo Ui برتولت برشت، باغ آلبالو آنتون چخوف، هوس زیر درخت نارون یوجین اونیل، چهل روز موسی داغ فرانتس ورفل اجرا نموده‌اند.
واردوهی واردرسیان هنرمند مردمی اتحاد جماهیر شوروی هنرپیشه اصلی تئاتر سوندوکیان است.
این تئاتر به نام گابریل سوندوکیان، بنیانگذار مدرسه درام واقع‌گرایی ارمنستان، نامگذاری شد.

## هنرپیشگان مرد تئاتر
برخی از هنرپیشگان مرد این تئاتر عبارتند از:
- هوهانس آبلیان
- خورن آبراهامیان
- آوت آوتیسیان
- فرونزه دولاتیان
- ادگار الباکیان
- هامبارتسوم خاچانیان
- آلکساندر خاچاتریان
- موراد کوستانیان
- داویت مالیان
- سامول مکرتچیان
- فرونزیک مکرتچیان
- هراچیا نرسیسیان
- گورگن جانیبکیان
- سوس سارگسیان
- واهرام پاپازیان (هنرپیشه)
- ولادیمیر کوچاریان

## هنرپیشگان زن تئاتر
برخی از هنرپیشگان زن این تئاتر عبارتند از:
- آنا الباکیان
- هاسمیک
- واردوهی واردرسیان
- نینا مانوچاریان
- ورجالویس میریجانیان
- گالیا نوونتس
- متاکسیا سیمونیان